# Jon Korkes
Jon Korkes (Manhattan, 1945. december 4. –) amerikai színész.

## Filmográfia
Filmes szerepei
1. Law & Order: Criminal Intent - Blink (2003) TV Episode /Ralph Bannerman/
2. Oz
- A Failure to Communicate (2003) TV Episode /Tom Robinson/
- See No Evil, Hear No Evil, Smell No Evil (2003) TV Episode /Tom Robinson/
- Good Intentions (2002) TV Episode /Tom Robinson/
- Famous Last Words (2001) TV Episode /Tom Robinson/
- Even the Score (2001) TV Episode /Tom Robinson/

3.  Különleges ügyosztály - Sacrifice (2001) TV Episode /Attorney Terence Moore/
4.  Riding in Cars with Boys (2001) /Counselor/
5.  Big Apple - A Ministering Angel (2001) TV Episode /Wally Sullivan/
6.  Különleges ügyosztály - Narcosis (2000) TV Episode /Attorney for Burt Malone/
7.  The Larry Sanders Show - My Name Is Asher Kingsley (1996) TV Episode /Stu/
8.  Getting Away with Murder (1996) /Chemistry Lab Professor/
9.  Homicide: Life on the Street - Heartbeat (1995) TV Episode /Boomer Mason/
10. Highway Heartbreaker (1992) TV /Jack Hudson/
11. Too Much Sun (1991) /Fuzby Robinson/
12. Syngenor (1990) /Tim Calhoun/
13. Worth Winning (1989) /Sam/
14. What's Alan Watching? (1989) TV /Husband/
15. Moonlighting - I See England, I See France, I See Maddie's Netherworld (1989) TV Episode
/Winston Guy/
16. Terrorist on Trial: The United States vs. Salim Ajami (1988) TV /Justice Department Man/
17. Enos - Pistol Packing Enos (1981) TV Episode
18. Jaws of Satan (1981) /Dr. Paul Hendricks/
19. The Word (1978) TV Series /Thad Crawford/
20. The Storyteller (1977) TV /Randolph/
21. Between the Lines (1977) /Frank/
22. Starsky és Hutch
- The Set-Up: Part 2 (1977) TV Episode /Terry Nash/
- The Set-Up: Part 1 (1977) TV Episode /Terry Nash/

23. Two-Minute Warning (1976) /Jeffrey/
24. The Rookies - The Torch Man (1975) TV Episode
25. Szenzáció! (Front Page) (1974) /Rudy Keppler/
26. The Carpenters (1974) TV
27. The Day of the Dolphin (1973) /David/
28. The Blue Knight (1973) TV
29. Mary Tyler Moore - Angels in the Snow (1973) TV Episode /Beck Wilson/
30. Cinderella Liberty (1973) /Dental Corpsman/
31. Un homme est mort (1972) /First Hawk/
32. Maude - The Ticket (1972) TV Episode /Officer Cosgrove/
33. All in the Family - Archie and the F.B.I. (1972) TV Episode /Mr. Bradford/
34. Night Gallery - The Different Ones (1971) TV Episode /Victor Koch/
35. Little Murders (1971) /Kenny Newquist/
36. Catch-22 (1970) /Snowden/
37. The Out-of-Towners (1970) /First Burglar/
Rendezései
- Who Was That Man (1998)